# Gemeinde Glantschach
Die Gemeinde Glantschach war eine Gemeinde im Kärntner Bezirk Sankt Veit an der Glan, die von 1850 bis 1875 bestand. 1875 wurde ein beträchtlicher Teil der Gemeinde, inklusive des namensgebenden Ortes Glantschach, an die Nachbargemeinde Pulst angeschlossen, der verbleibende Rest wurde zur Gemeinde Sörg. Heute gehört das ehemalige Gemeindegebiet zur Gänze zu der in der 2. Hälfte des 20. Jahrhunderts entstandenen Gemeinde Liebenfels.

## Geografie

### Lage
Die Gemeinde lag am südwestlichen Rand des Bezirks Sankt Veit an der Glan. Ihre Fläche betrug 28,5 km². Sie erstreckte sich vom Glantalboden im Süden (480 m ü. A.) bis zum Schneebauerberg (1338 m ü. A.) in den Wimitzer Bergen im Norden.

### Gliederung

#### Katastralgemeinden
Die Gemeinde umfasste die Katastralgemeinden Freundsam, Glantschach, Gradenegg, Pflausach, Rottschaft Feistritz, Sörg und Sörgerberg in ihren damaligen Grenzen.

#### Ortschaften
Zur Zeit des Bestehens der Gemeinde wurden in ihr folgende Ortschaften geführt:
- Eggen
- Feistritz (heutiger Name: Liebenfels; die Ortschaft umfasste nur einen kleinen Teil des Orts; der außerhalb der Gemeinde Glantschach liegende Großteil des Orts bildete eine gleichnamige Ortschaft in der Gemeinde Pulst.)
- Freundsam
- Gasmai (die Ortschaft umfasste einen Teil des Orts; der außerhalb der Gemeinde Glantschach liegende Rest des Ortes bildete eine gleichnamige Ortschaft in der Gemeinde St. Urban)
- Glantschach (die Ortschaft umfasste den Großteil des Orts; der außerhalb der Gemeinde Glantschach liegende Rest des Ortes bildete eine gleichnamige Ortschaft in der Gemeinde Pulst.)
- Graben
- Gradenegg
- Grassendorf
- Grund
- Hart
- Kulm
- Ladein
- Pflausach
- Pflugern
- Rasting
- Reidenau
- St. Leonhard
- Sörg
- Sörgerberg
- Tschadam (der Großteil des Orts; der außerhalb der Gemeinde Glantschach liegende Rest des Orts bildete eine gleichnamige Ortschaft in der Gemeinde Pulst.)
- Waggendorf (etwa die Hälfte des Orts; der außerhalb der Gemeinde Glantschach liegende Rest des Orts bildete eine gleichnamige Ortschaft in der Gemeinde Pulst.)
- Wasai
- Woitsch
- Zojach

## Infrastruktur
Die Gemeinde umfasste drei Pfarrorte: Glantschach, Gradenegg und Sörg. In jedem dieser drei Orte gab es auch eine Volksschule.

## Geschichte
Im Zuge der Verwaltungsreformen nach der Revolution 1848/49 wurde 1850 aus sieben Steuer- bzw. Katastralgemeinden, die zuvor zu zwei verschiedenen Steuerbezirken (Gradenegg, Kraig und Nußberg) gehört hatten, die Gemeinde Glantschach errichtet. Erster Bürgermeister der Gemeinde war Peter Kernmair (der Großvater des späteren Landeshauptmanns von Kärnten Ferdinand Kernmaier).
Die Gemeinde gehörte ab 1850 zum politischen Bezirk Sankt Veit an der Glan und zum Gerichtsbezirk Sankt Veit an der Glan. 1854 bis 1868 gehörte sie zum Gemischten Bezirk Sankt Veit. Durch die Reformen 1868 wurde sie wieder Teil des politischen Bezirks Sankt Veit an der Glan und des Gerichtsbezirks Sankt Veit an der Glan, in denen sie bis zu ihrer Auflösung verblieb.
1875 wurden die Katastralgemeinden Glantschach und Rottschaft Feistritz an die Nachbargemeinde Pulst angeschlossen. Die Gemeinde Glantschach verlor somit nicht nur etwa 4,8 km² Fläche und 334 Einwohner, sondern auch den namengebenden Hauptort. Der verbleibende Rest der Gemeinde wurde als Gemeinde Sörg weitergeführt.
Durch die Gemeindestrukturreformen der 2. Hälfte des 20. Jahrhunderts gehört das gesamte ehemalige Gemeindegebiet mittlerweile zur Gemeinde Liebenfels.

## Bürgermeister

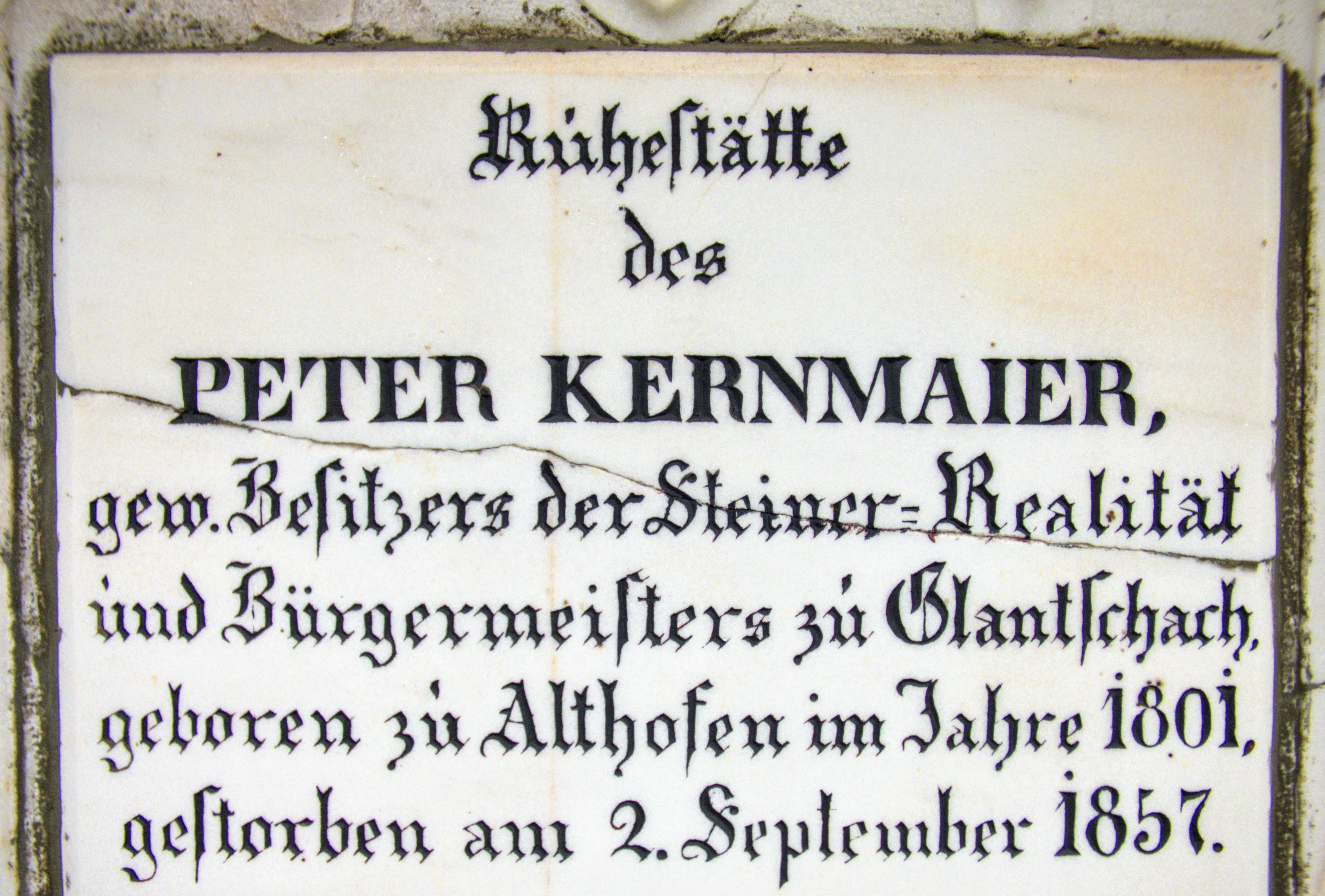
Grabstein für Peter Kernmaier, „Bürgermeister zu Glantschach“

Folgende Personen waren, in chronologischer Reihenfolge, Bürgermeister der Gemeinde:
- Peter Kernmaier
- Josef Schöffmann
- Jakob Taumberger
- Eduard Regenfelder

## Bevölkerung
Für die Gemeinde wurden zur Zeit ihres Bestehens folgende Einwohnerzahlen angegeben:
- 1857: 1445 Einwohner[2]
- 1869: 1331 Einwohner, 182 Häuser[3]

Zum Vergleich: 2001 lebten auf der Fläche der 1875 aufgelösten Gemeinde weniger als 1100 Personen.